# True Whig Party
True Whig Party, även känt som Liberian Whig Party, är ett politiskt parti som grundades 1869. True Whig Party var det dominerande partiet i Liberia från 1878 och fram till 1980 års statskupp. Partiets ideologi var ursprungligen influerad av Whigpartiet i USA. I 102 år satt partiet oavbrutet vid makten i Liberia, vilket gör True Whig Party till det politiska parti som suttit i särklass längst tid vid makten i något land i världen.

## Historia
Partiet grundades i Clay-Ashland i Liberia 1869 och bestod uteslutande av den lilla minoriteten Liberia-amerikaner (omkring 10% av befolkningen). Partiets medlemmar ansåg att Liberia-amerikanerna var de högst stående medborgarna i landet och den främsta punkten på partiprogrammet blev just att säkra dessas och deras ättlingars plats vid makten på bekostnad av landets infödda befolkning som de betraktade som lågt stående vildar. Kring 1877 blev partiet det dominerande i landets politik och samma år valdes partiets kandidat, Anthony Gardiner, till president och fram till 1980 kom samtliga Liberias presidenter att tillhöra partiet.
Partiet lyckades redan från början skaffa sig en mycket dominant ställning i det unga landet, detta eftersom någon politisk opposition inte hade hunnit organisera sig i någon större skala vid tidpunkten och partiet kunde därför utan större motstånd befästa sin makt på alla nivåer av landets administration. På detta sätt lyckades man mycket framgångsrikt skapa en totalitär enpartistat under decennierna som följde, även om svagare oppositionspartier var tillåtna under vissa perioder blev de aldrig något hot mot partiets starka ställning. Landets makt och ekonomi koncentrerades genom partiets försorg till en oligarki som gynnade den lilla Liberia-amerikanska minoriteten. En liten isolerad och extremt rik och mäktig elit i partiets ledning, känd som The National Executive, var under denna tid de som ohotat styrde landet och resten av landets infödda befolkning kom i stor utsträckning att diskrimineras. Partiet förde periodvis även en stark isoleringspolitik mot omvärlden och hade under långa perioder i praktiken enbart politiska förbindelser med USA, kontakterna mellan de båda länderna bröts aldrig.
Under mitten av 1900-talet inledde partiet en omfattande reformering av sin politik. En ny yngre generation i partiledningen under ledning av William Tubman (president 1944-1971) försökte, med blandad framgång, reformera det gamla hierarkisamhället bland annat genom att bland annat införa allmän rösträtt och öka möjligheterna till arbete, sjukvård och utbildning för landets infödda befolkning, något som varit långt ifrån självklart tidigare. Viss politisk opposition tilläts också inledningsvis och en modernisering av den mycket fattiga och underutvecklade landsbygden genomfördes. Tubman försökte även bryta Liberias isolering mot omvärlden genom att bjuda in utländska investerare. Målet var att slutligen avskaffa alternativt reformera den gamla samhällsordningen. Tubmans efterträdare William R. Tolbert fortsatte reformpolitiken med att tillåta helt fri politisk opposition, men utvecklingen började under 1970-talet gå snabbare än vad makthavarna i partiet klarade av att hantera och mot slutet av 70-talet försämrades landets ekonomi med följden av att matpriserna sköt i höjden. Som följd av detta utbröt svåra oroligheter på flera håll i landet. President Tolbert och partiet svarade med att försöka återställa ordningen och kväsa oppositionen med våld, men detta förvärrade bara situationen och missnöjet med partiets styre växte. Till följd av oroligheterna störtades och mördades Tolbert i en militärkupp 1980 ledd av Samuel Doe. Efter militärkuppen förbjöds partiet av den nya regimen och så gott som alla i partiets ledning antingen mördades, fängslades eller tvingades i exil, vilket gjorde att organisationen i praktiken upphörde.

## True Whig Party idag
Partiet har på senare år, sedan andra liberianska inbördeskriget tagit slut och den politiska situationen förbättrats, återkommit i den liberianska politiken, men partiet är idag en skugga av sitt forna jag och har mycket svagt stöd. Partiet var inför presidentvalet 2005 en del av Koalitionen för omvandling av Liberia (COTOL), en sammanslutning av fyra mindre partier. Partiet ställde upp i det valet som en del av COTOL, men utan någon egen presidentkandidat och partiet fick heller inte något större stöd. För COTOL blev valet 2005 ett misslyckande och koalitionen upplöstes kort tid efter valet. Inför presidentvalet i Liberia 2011 var True Whig Party fortfarande registrerat hos landets valmyndighet, men ställde inte heller den här gången upp med någon egen presidentkandidat eller egna kandidater till parlamentet och fick heller inte särskilt många röster. Partiet stödde dock den sittande presidenten Ellen Johnson Sirleafs kandidatur i den andra valomgången.